# Листи з Праги
«Листи з Праги» (індонез. Surat dari Praha) — бангладеський драматичний фільм, знятий Анджа Двімасом Сасонгко. Прем'єра стрічки відбулась 28 січня 2016 року.
Фільм був висунутий Індонезією на премію «Оскар» за найкращий фільм іноземною мовою.

## У ролях
| Актор          | Роль |
| -------------- | ---- |
| Джулія Естелл  |      |
| Тіо Пакусодево |      |
| Відьяваті      |      |
| Ріо Деванто    |      |